# LOC
LOC (а също и LoC) е съкращение от „Lines Of Code“ и обозначава броя на редовете програмен код написан на даден език за програмиране. Понятието се среща и като SLOC (Source Lines Of Code), което обикновено означава броя на редовете в програмния код без редовете с коментар.